# Moorden bij Borovo Selo
| · Borovo SeloBorovo Selo |

De moorden bij Borovo Selo van 2 mei 1991 (in Kroatië bekend als het bloedbad van Borovo Selo, Kroatisch:Pokolj u Borovom Selu en in Servië bekend als het incident van Borovo Selo, Servisch: Инцидент у Боровом Селу) was een van de bloedigste incidenten in de aanloop naar de ontbinding van Joegoslavië. Een aantal Kroatische politiemannen en Serviërs werd gedood in een gewapende confrontatie in de etnisch-Servische plaats Borovo Selo.

## Situatie bij Borovo Selo
Borovo Selo was een gemeenschap waar voornamelijk Serviërs woonden. Het lag in de gemeente Vukovar met een gemiddeld meer gevarieerde samenstelling. In 1991 telde de gemeente 84.189 inwoners, waaronder:
| Etniciteit  | Inwoners | Procent |
| ----------- | -------- | ------- |
| Kroaten     | 36.910   | 43,8%   |
| Serviërs    | 31.445   | 37,4%   |
| Hongaren    | 1.375    | 1,6%    |
| Joegoslaven | 6.124    | 7.3%    |
| Overig      | 8.335    | 9,9%    |
De groei van de politieke en etnische spanningen zorgde ervoor dat er lokale milities werden gevormd door zowel Kroaten als Serviërs. Aan het eind van april 1991 werden de lokale Serviërs geholpen door de vrijwilligers van de Servische Radicale Partij van Vojislav Šešelj, maar ook door andere nationalistische groepen.

## Verloop
Op 1 mei 1991 gingen in de vroege ochtend vier Kroatische politiemannen Borovo Selo binnen en ze probeerden de vlag van Joegoslavië te verwisselen voor de vlag van Kroatië. Verondersteld wordt dat de beslissing spontaan genomen is, na afloop van festiviteiten en mogelijk met consumptie van alcohol, om de nationale feestdag te vieren. Ze werden onderschept door lokale Serviërs en als gevolg van een vuurgevecht werden twee politiemannen gewond en vervolgens gevangengenomen.
Op 2 mei zonden de Kroatische autoriteiten in de buurt van Osijek rond 150 politiemannen naar Borovo Selo om de gevangenen te bevrijden. De politie kwam aan in een konvooi van bussen en politieauto's en raakte bij het naderen van het dorp verwikkeld in een vuurgevecht met Servische milities. In de volgende chaos werden twaalf Kroatische politiemannen gedood en een twintigtal gewond. Een onbekend aantal Serviërs werd gedood; hierover variëren aantallen tussen drie en twintig. Lichamen van de dode Kroatische politiemannen werden daarna opzettelijk verminkt. De Kroaten, maar ook externe waarnemers zagen hierin een berekenende gruwelijkheid die ervoor bedoeld was de etnische haat aan te wakkeren. Nationalistische politici brachten de gebeurtenis in verband met de Tweede Wereldoorlog, ondanks dat deze al lang geleden was. Ze legden de gebeurtenis uit als een Četnik-Servische vergeldingsmaatregel tegen wat de Kroaten de Serviërs hadden aangedaan tijdens de Tweede Wereldoorlog.
Minstens drie verschillende en elkaar tegensprekende verklaringen werden gegeven voor de gebeurtenissen bij Borovo Selo.
- De Kroatische autoriteiten beweren dat de politiemannen op uitnodiging naar het dorp waren gezonden. Ze hadden gereden met een vredesvlag, maar waren in een hinderlaag gereden van lokale milities en terroristen uit Servië; met terroristen werd verwezen naar de Witte Adelaars van Šešelj.
- Journalisten kwamen uit op een versie die werd gegeven door lokale bewoners, die beweerden dat de politie het dorp binnengekomen was en begon te schieten op alles wat bewoog. Volgens deze versie gijzelde de politie Servische vrouwen en kinderen, maar werden ze verdreven door de lokale bewoners die de gijzelaars zonder hulp bevrijdden.
- Vojislav Šešelj zelf legde een verklaring af op Belgrado TV die hij begeleidde met een video-opname van zijn mannen. Hij beweerde dat veertien van zijn mannen plus zes lokale mannen en twee andere Servische vrijwilligers verantwoordelijk waren voor het gevecht tegen de Ustaše. Naar eigen zeggen hadden ze honderd Kroatische politiemannen gedood, waarbij ook een burgerslachtoffer was gevallen.[8] Toen Šešelj later terechtstond voor het Joegoslavië-tribunaal, reduceerde hij zijn claim naar dertig slachtoffers aan Kroatische zijde en zei dat dit aantal inclusief Koerdische huurlingen was.[9]
Zie ook: rol van de Servische propaganda tijdens de Oorlogen in Joegoslavië

Op 4 mei 1991 werd een vergadering belegd van het presidentschap van de Federale Republiek van Joegoslavië, dat de moorden van Borovo Selo veroordeelde. De Joegoslavische minister van defensie verordonneerde het Joegoslavisch Volksleger (JNA) posities in het gebied in te nemen die als buffer moesten dienen tussen de twee partijen. De federale premier Ante Marković reisde naar Borovo Selo om te onderhandelen over de vrijlating van de gevangengenomen politiemensen. De regering van Kroatië stemde op haar beurt toe met de aanwezigheid van de JNA in het gebied, wat later grote gevolgen zou hebben in de Kroatische Onafhankelijkeheidsoorlog die daarop volgde.

## Nasleep en climax
Op 3 mei 1991 verscheen de Kroatische president Franjo Tuđman op de Kroatische televisie met de waarschuwing dat de open oorlog was begonnen en dat indien dat nodig was, de Kroatische bevolking de wapenen op zou moeten nemen om de vrijheid en soevereiniteit van de Republiek Kroatië te verdedigen. Nog diezelfde dag vond het Dalmatische anti-Servische oproer plaats in de zuidelijke Kroatische steden Zadar en Šibenik.
De gebeurtenissen leidden tot de radicalisering aan beide zijden. De Kroatische nationalisten portretteerden de moorden als een onderdeel van de bolsjewistische strategie van Slobodan Milošević om Servisch ultranationalisme en paramilitarisme te importeren in Servië. Van Servische zijde werd het voorval neergezet als een genocidepoging van de Kroaten om zijn Servische minderheid te onderdrukken, waarmee ze parallellen trokken met de Kroatische genocide van Serviërs tijdens de Tweede Wereldoorlog.
De moorden bij Borovo Selo resulteerden in wat sommigen verandering van de zee met betrekking tot het Kroatische gezichtspunt noemden: de Servische minderheden in geheel Kroatië - niet alleen de separatistische gebieden - werden gedegradeerd en in sommige gevallen met fysiek geweld aangevallen omdat ze werden gezien als een vijand binnen de grenzen.
Slechts enkele maanden later lag Borovo Selo in het hart van de vuurlinie tijdens de Slag om Vukovar.
Sloveense Oorlog (1991) · Kroatische Oorlog (1991-95) · Bosnische Burgeroorlog (1992-95) · Kroatisch-Bosniakse Oorlog (1992-94) · Kosovo-oorlog (1998-99) · Operatie Allied Force (1999) · Conflict in de Preševo-vallei (2001) · Macedonisch conflict (2001)